# Pro Evolution Soccer 3
Pro Evolution Soccer 3 (também conhecido como World Soccer: Winning Eleven 7 no Japão e World Soccer: Winning Eleven 7 International na América do Norte e Coréia do Sul) é o terceiro jogo da série Pro Evolution Soccer.

## Equipes

### Clubes não-licenciados
- Bruxelles (R.S.C. Anderlecht)
- Praha (AC Sparta Praha)
- North London (Arsenal F.C.)
- West Midlands Village (Aston Villa)
- Lancashire (Blackburn Rovers)
- West London Blue (Chelsea)
- Merseyside Blue (Everton)
- West London White (Fulham)
- Yorkshire (Leeds United)
- Merseyside Red (Liverpool)
- Lloyd (Manchester City)
- Trad Bricks (Manchester United)
- Tyneside (Newcastle United)
- North East London (Tottenham Hotspur)
- East London (West Ham United)
- Azur (AS Monaco FC)
- Bourgogne (AJ Auxerre)
- Aquitaine (Girondins de Bordeaux)
- Rhone (Olympique Lyonnais)
- Languedoc (Olympique de Marseille)
- Ile De France (Paris Saint-Germain)
- Nord (RC Lens)
- Rhein (Bayer Leverkusen)
- Rekordmeister (Bayern Munich)
- Westfalen (Borussia Dortmund)
- Hanseaten (Hamburger SV)
- Hauptstadt (Hertha BSC)
- Ruhr (Schalke 04)
- Weser (Werder Bremen)
- Peloponnisos (Olympiakos Piraeus)
- Athenakos (Panathinaikos)
- Emilia Sud (Bologna)
- Longobardi (Brescia Calcio)
- Veneto (Chievo Verona)
- Lombardia (Internazionale)
- Umbria (Perugia)
- Abruzzi (Udinese)
- Museumplein (AFC Ajax)
- Stadhuisplein (PSV Eindhoven)
- Lisbonera (Sport Lisboa e Benfica)
- Puerto (Futebol Clube do Porto)
- Esportiva (Sporting Clube de Portugal)
- Valdai (Spartak Moscow)
- Old Firm Green (Celtic)
- Old Firm Blue (Rangers)
- Manzanares (Atlético Madrid)
- Guadalquivir (Real Betis)
- Galicia Sur (Celta Vigo)
- Galicia Norte (Deportivo La Coruña)
- Cataluna (Barcelona)
- Chamartin (Real Madrid)
- Donosti (Real Sociedad)
- Naranja (Valencia)
- Constantinahce (Fenerbahçe)
- Byzantinobul (Galatasaray)
- Marmara (Dynamo Kyiv)

### Clubes licenciados
- A.C. Milan
- Juventus F.C.
- A.S. Roma
- S.S. Lazio
- Parma F.C.
- Feyenoord

### Internacional
| África - Camarões - Costa do Marfim - Marrocos - Nigéria - Senegal - África do Sul - Tunísia Américas - Costa Rica - México - Estados Unidos - Jamaica - Argentina - Brasil - Chile - Colômbia - Equador - Paraguai - Peru - Uruguai Ásia/Oceania - China - Irã - Arábia Saudita - Japão - Coreia do Sul - Austrália | Europa - Áustria - Bélgica - Bulgária - Croácia - Tchéquia - Dinamarca - Inglaterra - Finlândia - França - Alemanha - Grécia - Hungria - Irlanda - Itália - Letónia - Países Baixos - Irlanda do Norte - Noruega - Polónia - Portugal - Romênia - Rússia - Escócia - Sérvia e Montenegro - Eslováquia - Eslovênia - Espanha - Suécia - Suíça - Turquia - Ucrânia - País de Gales | Classic - Argentina - Brasil - Inglaterra - Países Baixos - Alemanha - França - Itália |